# مسجد ستاره
مسجد ستاره (به بنگالی: তারা মসজিদ) مسجدی در شهر داکا در 

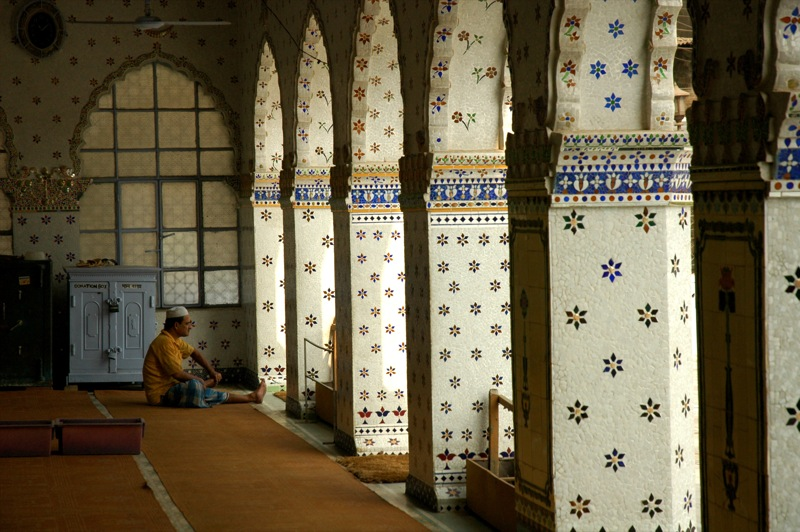
مسجد ستاره

کشور بنگلادش است که در بخش قدیمی شهر واقع شده.